# Тремблер сірий
Тремблер сірий (Toxostoma cinereum) — вид горобцеподібних птахів родини пересмішникових (Mimidae).

## Поширення
Ендемік Мексики. Поширений лише на Каліфорнійському півострові. Мешкає в пустельних чагарниках.

## Опис
Птах середнього розміру, завдовжки близько 25 см. Має довгий хвіст і трохи зігнутий вниз дзьоб. Зверху він сіро-коричневий, а нижня частина біла з чорними плямами у формі стрілки. Хвіст має білі кінчики. Очі жовтого кольору.

## Спосіб життя
Живиться дрібними наземними комахами, інколи ягодами. Будує чашоподібне гніздо з гілочок, вистелене травою та корінцями. Зазвичай воно розташоване на кактусі або колючому пустельному чагарнику.